# A Head Full of Dreams
A Head Full of Dreams — седьмой студийный альбом британской рок-группы Coldplay. Альбом был выпущен 4 декабря 2015 на лейблах Parlophone и Atlantic Records. Он становится вторым альбомом в Северной Америке, записанным на Atlantic Records после того, как группа была переведена из Capitol Records America в 2013 году.
В различных песнях Coldplay сотрудничали с такими исполнителями, как Beyoncé, Noel Gallagher, Tove Lo, Khatia Buniatishvili и Merry Clayton. Альбом был спродюсирован Риком Симпсоном и Stargate.

## Предпосылки
Coldplay начали работу над A Head Full of Dreams летом 2014 года, когда они продвигали свой шестой альбом Ghost Stories. В интервью Радио 2 диджей Jo Whiley в декабре 2014 года, басист Гай Берриман и гитарист Джонни Бакленд намекнули на разницу между A Head Full of Dreams и его предшественником — это будет день и ночь. Фронтмен Крис Мартин намекнул на стиль альбома, сказав, что группа пыталась сделать что-то красочное и поднимающее настроение.
26 сентября 2015 года группа выступила на Global Citizen Festival 2015 в Нью-Йорке, сыграв шесть песен, включая новую песню под названием «Amazing Day». Продюсер группы Рик Симпсон подтвердил, что песня будет в новом альбоме.

## Продюсирование
Альбом был спродюсирован Риком Симпсоном и норвежским дуэтом Stargate (Тором Хермансеном и Миккелем Эриксеном). Микширование осуществлялось преимущественно Риком Симпсоном.

## Продвижение

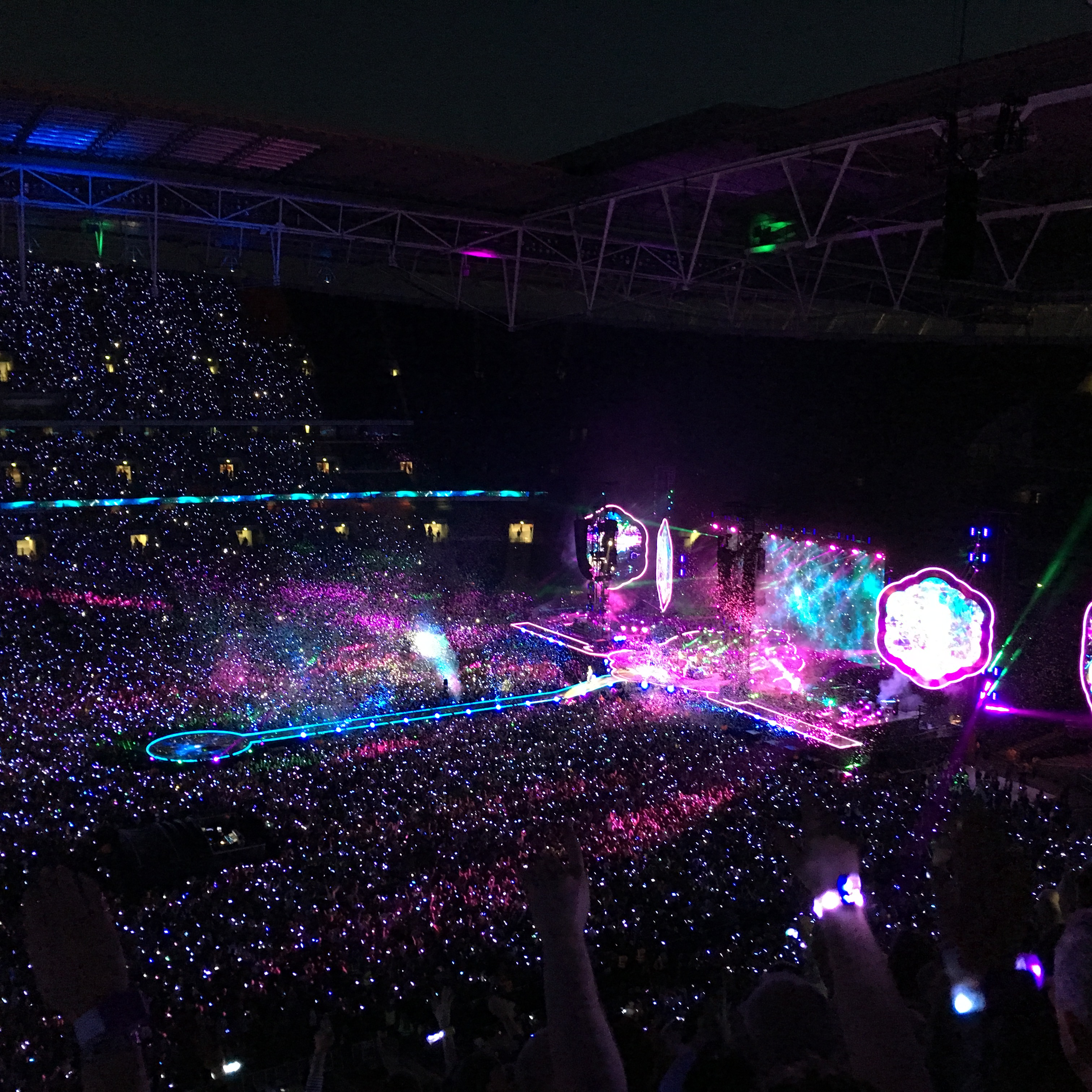
Head Full of Dreams tour, стадион Уэмбли, 2016 год

### Тур
Ходили слухи, что группа выступит в таких местах как Индия и Южная Америка — конкретнее, они, как известно по слухам тура Аргентина, Бразилия, Чили и Колумбия в первой половине 2016 года. Coldplay подтвердили, что подготовка тура началась и что официальный тур планируется начать в следующем году. 20 ноября 2015 года они анонсировали серию концертов A Head Full of Dreams Tour в Южной Америке, начиная с 31 марта 2016 года в Буэнос-Айресе, а в Европе тоже запланировали на лето 2016. Они впервые дадут концерт в Перу 5 апреля 2016.

### Продвижение вживую
На Global Citizen Festival в Нью-Йорке они представили сет-лист из шести песен. Они завершили выступление во время вызова на бис на TFI Friday, где впервые вживую исполнили «Adventure of a Lifetime». Они завершили песней «Amazing Day», «Clocks» и «A Sky Full of Stars». Во время эксклюзивного концерта в театре Беласко в Нью-Йорке, они исполнили 4 песни с нового альбома, включая ранее играли песни «Adventure of a Lifetime» и «Amazing Day», а также живой дебют песни «A Head Full Of Dreams» и «Up&Up». 24 ноября Coldplay начали выпускать 10—15-секундные фрагменты каждой песни с нового альбома через Instagram с часовым интервалом.

## Синглы
Первым синглом в поддержку альбома стал Adventure of a Lifetime, выпущенный 6 ноября 2015 года.

### Промосинглы
«Everglow» был выпущен в качестве первого и единственного промосингла с альбома 26 ноября 2015. Песня была впервые исполнена на радиошоу Зейна Лоу Beats 1.

## Список композиций
| №                   | Название                                                 | Автор(ы)                                                                                  | Продюсеры                     | Длительность |
| ------------------- | -------------------------------------------------------- | ----------------------------------------------------------------------------------------- | ----------------------------- | ------------ |
| 1.                  | «A Head Full of Dreams»                                  |                                                                                           |                               | 3:43         |
| 2.                  | «Birds»                                                  |                                                                                           |                               | 3:49         |
| 3.                  | «Hymn for the Weekend» (при участии Beyonce)             |                                                                                           |                               | 4:18         |
| 4.                  | «Everglow»                                               | Крис Мартин Гай Берримен Джонни Баклэнд Mikkel S. Eriksen Tor Erik Hermansen Уилл Чемпион | Stargate Daniel Green         | 4:42         |
| 5.                  | «Adventure of a Lifetime»                                | Крис Мартин Гай Берримен Джонни Баклэнд Mikkel S. Eriksen Tor Erik Hermansen Уилл Чемпион | Stargate (продюсерский центр) | 4:23         |
| 6.                  | «Fun» (при участии Tove Lo)                              |                                                                                           |                               | 4:27         |
| 7.                  | «Kaleidoscope»                                           |                                                                                           |                               | 1:51         |
| 8.                  | «Army of One» (содержит скрытый трек "X Marks the Spot") |                                                                                           |                               | 6:16         |
| 9.                  | «Amazing Day»                                            | Крис Мартин Гай Берримен Джонни Баклэнд Mikkel S. Eriksen Tor Erik Hermansen Уилл Чемпион |                               | 4:31         |
| 10.                 | «Colour Spectrum»                                        |                                                                                           |                               | 1:00         |
| 11.                 | «Up&Up»                                                  |                                                                                           |                               | 6:45         |
| Общая длительность: | Общая длительность:                                      | Общая длительность:                                                                       | Общая длительность:           | 45:45        |

| №                   | Название            | Автор(ы)                          | Продюсеры              | Длительность |
| ------------------- | ------------------- | --------------------------------- | ---------------------- | ------------ |
| 12.                 | «Miracles»          | Martin Berryman Buckland Champion | Stargate Green Simpson | 3:55         |
| Общая длительность: | Общая длительность: | Общая длительность:               | Общая длительность:    | 49:40        |

## Состав исполнителей
| Coldplay - Гай Берримен — бас-гитара - Джонни Баклэнд — гитара - Уилл Чемпион — ударные, drum pad, перкуссия, эл. перкуссия, бэк-вокал - Крис Мартин — ведущий вокал, фортепиано, акустическая гитара | Дополнительный персонал - Rik Simpson — продюсирование - Stargate — продюсирование - Phil Tan — Audio Mixer (трек 5) - Ноэл Галлахер — гитара (трек 11) - Tove Lo — вокал (трек 6) - Davide Rossi — (треки 2 и 9) - Avicii — программинг (трек 3) - Merry Clayton — вокал (трек 11) - Бейонсе — вокал (треки 3 и 10) - Гвинет Пэлтроу — вокал (трек 4) - Барак Обама — вокал (отрывок из речи «Amazing Grace») (треки 7 и 10) |

## Чарты
| Чарт (2015-16)                         | Высшая позиция |
| -------------------------------------- | -------------- |
| Австралия (ARIA)                       | 2              |
| Австрия (Ö3 Austria)                   | 4              |
| Бельгия/Фландрия (Ultratop)            | 2              |
| Бельгия/Валлония (Ultratop)            | 2              |
| Канада (Canadian Albums Chart)         | 2              |
| Danish Albums (Hitlisten)              | 4              |
| Нидерланды (Album Top 100)             | 2              |
| Финляндия (Suomen virallinen lista)    | 7              |
| French Albums (SNEP)                   | 4              |
| Германия (Offizielle Top 100)          | 3              |
| Венгрия (MAHASZ)                       | 3              |
| Ирландия (IRMA)                        | 3              |
| Италия (Classifica album)              | 2              |
| Япония (Oricon)                        | 7              |
| Mexican Albums (AMPROFON)              | 4              |
| Новая Зеландия (RMNZ)                  | 4              |
| Норвегия (VG-lista)                    | 1              |
| Польша (ZPAV)                          | 3              |
| Португалия (AFP)                       | 3              |
| Шотландия (Scottish Albums Chart)      | 1              |
| South African Albums (RISA)            | 16             |
| Испания (PROMUSICAE)                   | 2              |
| Швеция (Sverigetopplistan)             | 3              |
| Швейцария (Schweizer Hitparade)        | 1              |
| Великобритания (UK Albums Chart)       | 1              |
| США (Billboard 200)                    | 2              |
| США (Billboard Top Alternative Albums) | 1              |
| США (Billboard Top Rock Albums)        | 1              |

| Чарт (2015)                        | Позиция |
| ---------------------------------- | ------- |
| Australian Albums (ARIA)           | 22      |
| Belgian Albums (Ultratop Wallonia) | 27      |
| Dutch Albums (MegaCharts)          | 9       |
| Italian Albums (FIMI)              | 13      |
| Mexican Albums (AMPROFON)          | 37      |
| UK Albums (OCC)                    | 9       |

## Сертификации
| Регион | Сертификация       | Продажи   |
| --- | ------------------ | --------- |
| Аргентина (CAPIF) | Золотой            | 20 000^   |
| Австралия (ARIA) | Платиновый         | 70 000^   |
| Австрия (IFPI Austria) | Золотой            | 7500*     |
| Бельгия (BEA) | Платиновый         | 30 000*   |
| Бразилия | —                  | 160,000   |
| Канада (Music Canada) | 2× Платиновый      | 160 000   |
| Дания (IFPI Danmark) | 3× Платиновый      | 60 000    |
| Франция (SNEP) | 3× Платиновый      | 300 000   |
| Германия (BVMI) | 3× Золотой         | 300 000   |
| Венгрия (Mahasz) | 2× Платиновый      | 4000^     |
| Италия (FIMI) | 5× Платиновый      | 250 000   |
| Мексика (AMPROFON) | Платиновый+Золотой | 90 000^   |
| Нидерланды (NVPI) | Платиновый         | 40 000    |
| Новая Зеландия (RMNZ) | 3× Платиновый      | 45 000    |
| Польша (ZPAV) | 3× Платиновый      | 60 000    |
| Португалия (AFP) | Платиновый         | 15 000^   |
| Сингапур (RIAS) | 2× Платиновый      | 20 000*   |
| Республика Корея | —                  | 9,712     |
| Испания (PROMUSICAE) | Платиновый         | 40 000    |
| Швеция (GLF) | Золотой            | 20 000    |
| Швейцария (IFPI Switzerland) | Платиновый         | 20 000^   |
| Великобритания (BPI) | 4× Платиновый      | 1,375,805 |
| США (RIAA) | Платиновый         | 1 000 000 |
| * Данные о продажах приведены только на основе сертификации. · ^ Данные о тиражах приведены только на основе сертификации. · Данные о продажах + прослушиваниях приведены только на основе сертификации. |                    |           |

1. ↑  Coldplay received a Diamond plaque from Warner Music Brazil for selling 160,000 units of A Head Full of Dreams in the country. However, Pro-Música Brasil did not update their database.[58]
2. ↑  South Korea physical sales figures for A Head Full of Dreams as of February 2019.[71]
3. ↑  United Kingdom total sales figures for A Head Full of Dreams as of January 2020.[76]